# Шантава седмица
„Шантава седмица“ (на английски: This Is Where I Leave You) е щатска трагикомедия от 2014 г. на режисьора Шон Леви и участват Джейсън Бейтман, Тина Фей, Адам Драйвър, Роуз Бърн, Кори Стол, Катрин Хан, Кони Бритън, Тимъти Олифант, Дакс Шепърд и Джейн Фонда. Базиран е на едноименния роман от 2009 г., написан от Джонатан Трупър, който също написа сценария на филма. Филмът е пуснат на 19 септември 2014 г. и печели 41.3 млн. щ.д. срещу производствен бюджет от 19.8 млн. щ.д.